# Xanthi FC Arena
Das Skoda-Xanthi-Stadion ist ein Fußballstadion im Vorort Pigadia der griechischen Stadt Xanthi, Region Westthrakien, im Norden des Landes. Es ist die Heimspielstätte des Fußballclubs AO Xanthi.

## Geschichte
Das Stadion wurde zwischen Oktober 2003 und Mai 2004 erbaut, als sich der Verein zum zweiten Mal in Folge für den UEFA-Pokal qualifiziert hatte und daher eine modernere Austragungsstätte für die Heimspiele nötig war. Vorher spielte der Klub im in der Innenstadt gelegenen Xanthi-Stadion. Der Bau kostete etwa 6,5 Millionen Euro.
Das Sitzplatzstadion bietet Platz für 7.400 Zuschauer auf drei Tribünen. Zunächst waren nur zwei Tribünen geplant, daher sind nur diese überdacht. Für den Bau der dritten Tribüne hatte man sich erst während der Arbeiten entschieden, über eine Überdachung und den Bau einer vierten Tribüne wird nachgedacht.
Durchschnittlich verfolgen 5.500 Zuschauer die Heimspiele Xanthis, die Rekordkulisse von 6.642 Anhängern wurde am 20. Januar 2007 im Ligaspiel gegen Panathinaikos Athen erreicht.
In der Saison 2007/08 betrug der Zuschauerschnitt 2.071, wobei der Rekordbesuch bei 4.957 Zuschauern gegen Olympiakos Piräus lag.